# Kheiredine Zetchi
Kheireddine Zetchi (24 de octubre de 1965) es un empresario argelino, exfutbolista y presidente de la Federación Argelina de Fútbol 2017-2021.

## Biografía
Nació el 24 de octubre de 1965 en Bordj Bou Arréridj. Fue presidente del Paradou AC desde 1994. 
Fue elegido presidente de la Federación Argelina de Fútbol el 20 de marzo de 2017. 